# Проскуровская операция (1919)
Проскуровская операция или Проскуровский прорыв — успешная военная операция армии УНР, проведённая в июне 1919 года против войск РККА и позволившая расширить территорию, подконтрольную власти Директории Украинской Народной Республики.

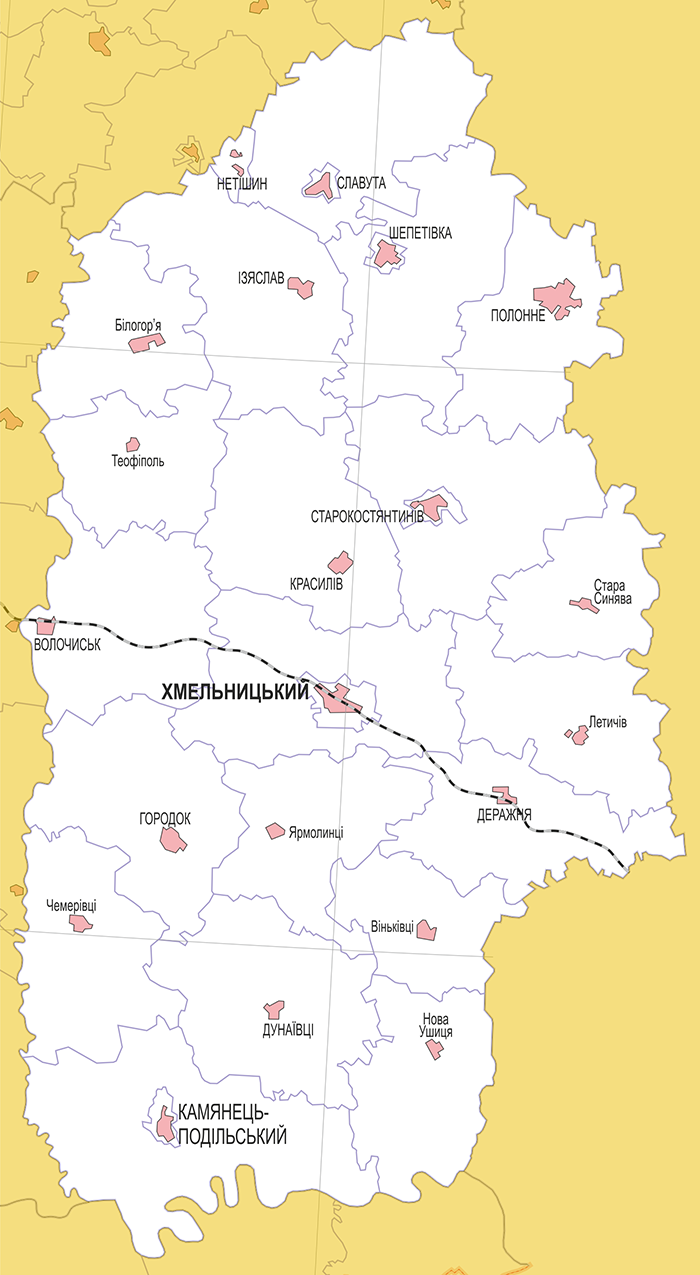
ТВД на современной карте

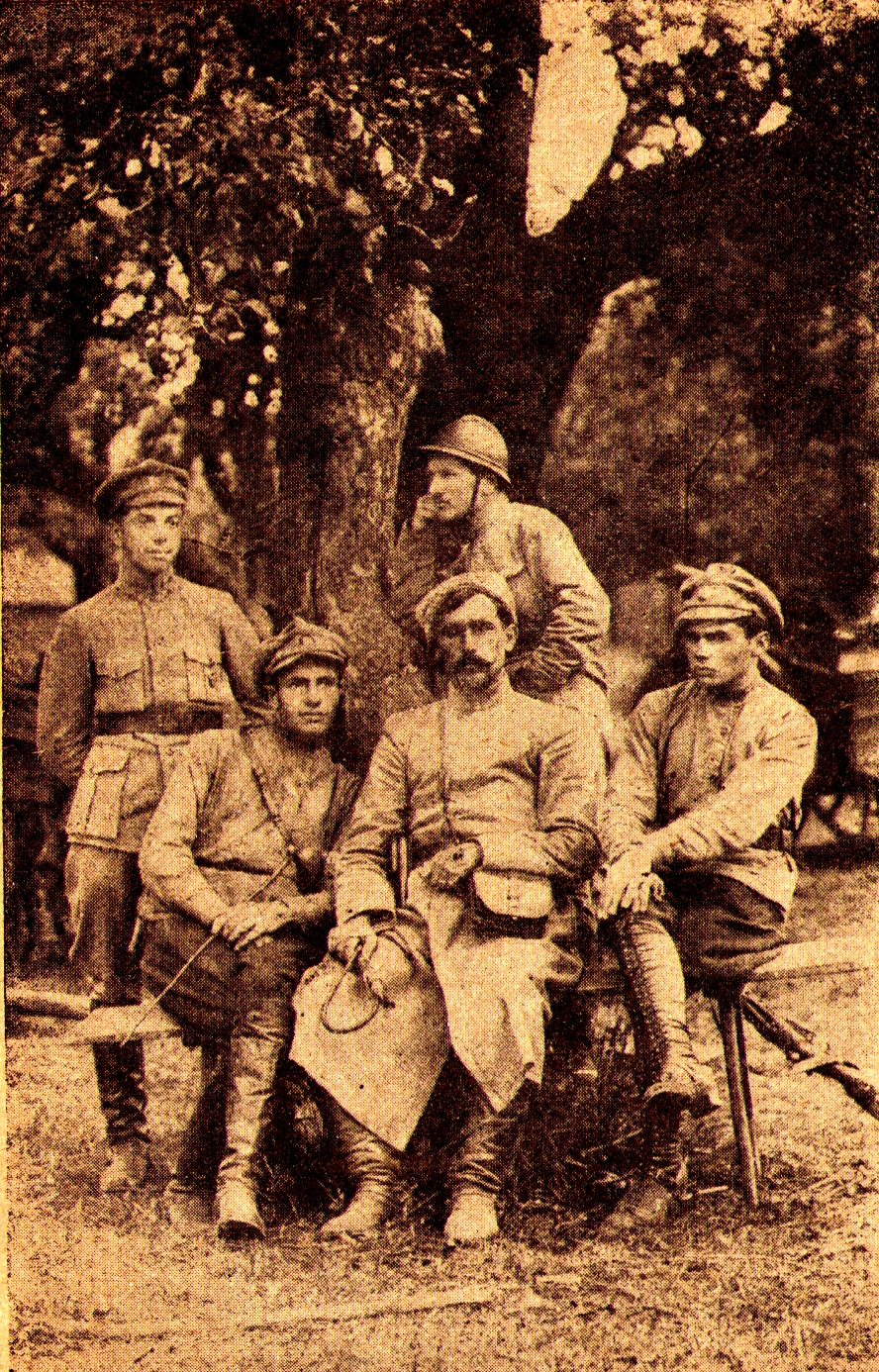
Группа сечевых стрельцов. Фото 1919 г.

## Военно-стратегическая ситуация
В начале апреля 1919 года армия УНР под давлением Красной армии постоянно отходила на запад и в конце мая одна её часть перешла на территорию Румынии, другая — пересекла реку Збруч и оказалась на территории Западно-Украинской Народной Республики. ЗУНР на тот момент находилась в состоянии войны с Польшей. К 28 мая правительство и армия УНР контролировали только один Кременецкий уезд Волыни, а правительство и войска ЗУНР только восточные уезды Галиции.

## План операции
В мае 1919 года командование армии УНР сформировало 11 новых дивизий общей численностью около 12 тысяч человек при 64 орудиях. Благодаря этому в последних числах мая заместитель начальника Генштаба Армии УНР В. Н. Тютюнник, начальник оперативного управления, разработал план прорыва советского фронта в направлении Проскурова (ныне — Хмельницкий). Главной ударной силой выступала Запорожская группа армии УНР, которая должна была наступать из района Почаева на Теофиполь — Староконстантинов и Волочиск — Проскуров. Отдельные отряды (загоны) армии УНР под руководством командиров Удовиченко, Вишневского, Шандрука и других должны были перейти Збруч с территории Галиции и развернуть наступление на Каменец-Подольский. Сечевые стрелки и Волынская группа прикрывали наступающих на северном фланге в районе Ямполь — Теофиполь от возможных ударов поляков и красных.
Армии УНР противостояли войска 12-й армии РККА: на севере, в районе Шепетовка — Ровно, — 44 сд (8000-9000 штыков при 24 орудиях), в районе Волочиск — Проскуров — Отдельная и Интернациональная бригады (около 5000 штыков при 18 орудиях), на юге, в районе Каменца-Подольского, — Отдельная Бессарабская бригада (около 3000-3500 штыков при 12 орудиях и 2-х бронепоездах).

## Ход операции
1 июня 1919 украинская армия начала общее наступление. Уже 3 июня 1919 года войска УНР заняли Волочиск, Черный Остров и Каменец-Подольский. 5-6 июня 1-й Гуцульский полк морской пехоты взял Фельштын (ныне — село Гвардейское) и Ярмолинцы.
6 июня после ожесточенного боя, который длился с 5 до 8 часов утра, был взят Проскуров. Работник Генштаба Армии УНР Николай Капустянский писал: «Шестого июня полковник Владимир Сальский повел решительное наступление на Проскуров двумя дивизиями: 6-й — от Черного Острова, 8-й — с северо-востока. 6-я дивизия смело атакует Проскуров и после горячего боя захватывает его. Большевики упорно оборонились, большой поддержкой им давали 3 бронепоезда, стойко боровшиеся с нашей артиллерией. Назойливость и энергия 6-й дивизии, а также угроза Проскурову со стороны 8-й дивизии решили дело. В наши руки достается большая добыча… Большевики уходят на Жмеринку. Наш бронепоезд продвинулся за ними на станцию Деражня».
В тот же день Сечевые стрельцы выбили красноармейцев из Староконстантинова. В середине июня запорожскими дивизиями были заняты Деражня и Новая Ушица.

## Результаты
Главным стратегическим успехом Проскуровского прорыва стали взятие Каменец-Подольского, Деражни, Новой Ушицы. После захвата этого рубежа под контролем войск УНР оказались железные дороги Староконстантинов-Проскуров-Каменец-Подольский, а также Волочиск-Проскуров-Деражня. Это давало возможность командованию Армии УНР перебросить части своей базы (все, что было в эшелонах на линии Тернополь-Подволочиск), а также тыловые учреждения через Проскуров на Каменец-Подольский. Успех позволил Директории и правительству УНР на длительное время обосноваться в Каменце-Подольском.
Благодаря победе украинская армия во второй половине июня и начале июля 1919 года продолжила наступление и сумела 4 июля занять Жмеринку и Могилёв-Подольский.